# Kel Carruthers

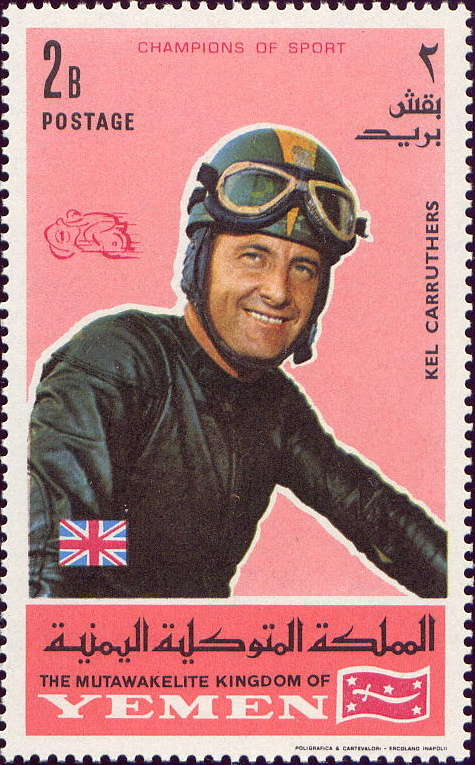
Kel Carruthers

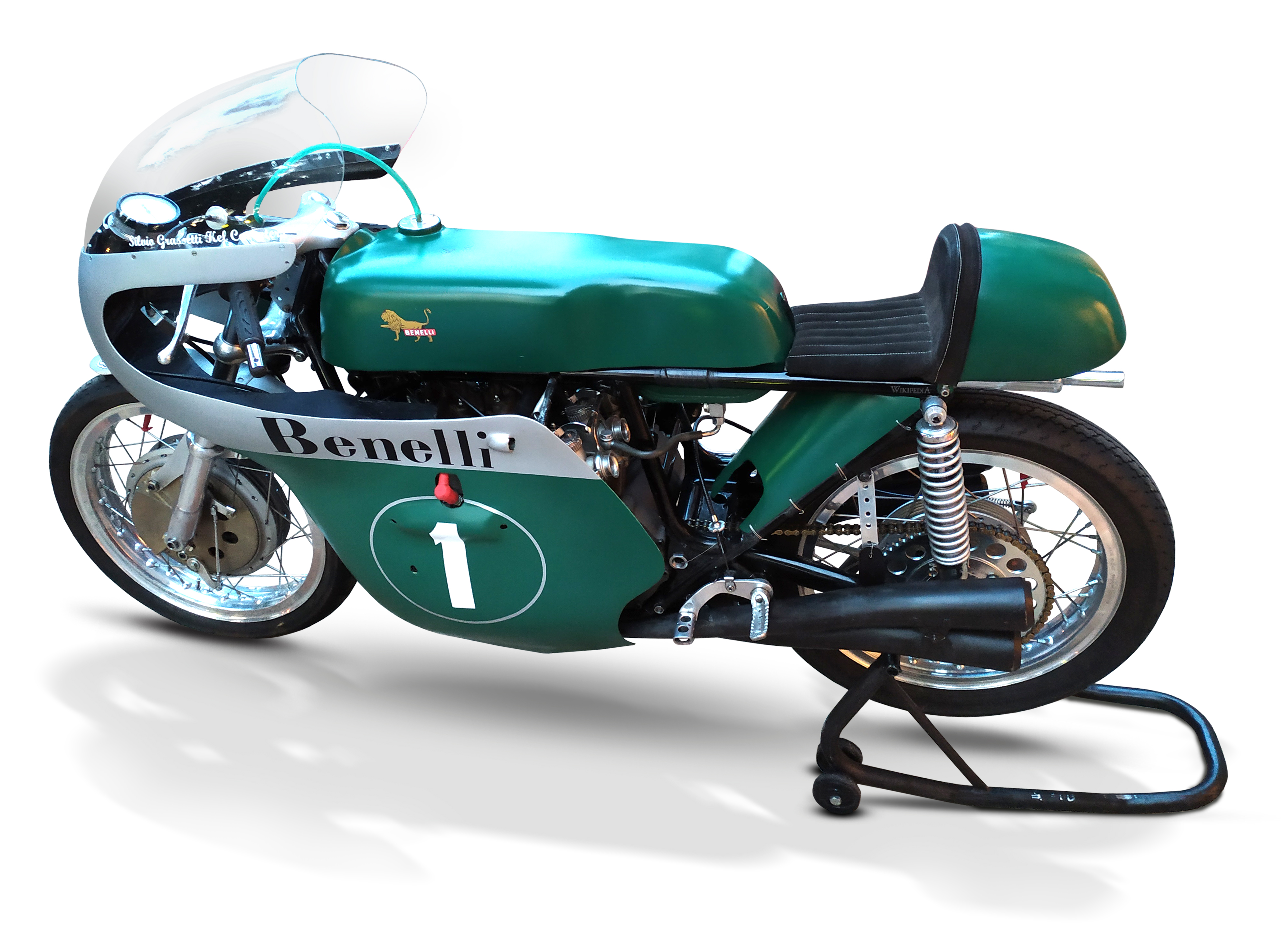
Benelli GP Vierzylinder 250 cm³ (Bj. 1966–67) die Weltmeistermaschine von Carruthers

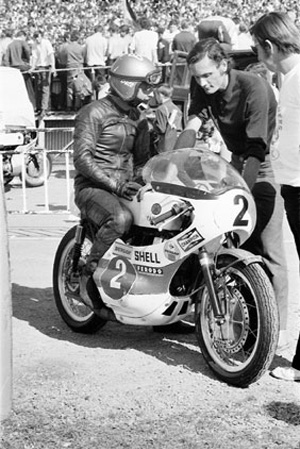
Kel Carruthers in Mallory Park, 1970

Kelvin „Kel“ Carruthers (* 3. Januar 1938 in Sydney) ist ein ehemaliger australischer Motorradrennfahrer. Er bestritt zwischen 1966 und 1970 insgesamt 54 Rennen in der Motorrad-Weltmeisterschaft und gewann 1969 den Titel in der 250-cm³-Klasse auf einer Benelli Vierzylinder.

## Karriere
Carruthers kam als Sohn eines Motorradhändlers früh in Kontakt mit der Technik von Motorrädern und stieg in den Rennsport ein. Anfang der 1960er Jahre gewann er die australischen Meisterschaften in den Klassen bis 125 cm³, 250 cm³, 350 cm³ und 500 cm³. Nach den nationalen Erfolgen ging er nach Europa, um in der Motorrad-WM anzutreten. 1966 fuhr er dort auf Aermacchi in der 350-cm³-Klasse seine ersten Rennen. 1969 wechselte er mit Benelli in die 250er Klasse, gewann seine ersten Rennen und holte den Titel.
Nach der Saison 1970 nahm er ein Angebot von Yamaha für Rennen in den Vereinigten Staaten an, wo er auch den jungen Kenny Roberts sr. förderte. 1973 wurde Carruthers Teammanager des US-amerikanischen Yamaha-Rennstalls und gewann mit Roberts als Fahrer 1973 und 1974 die Grand National Championship. Nach dem Wechsel in die Motorrad-WM führte Carruthers Roberts als Techniker und Berater Ende der 1970er zu drei aufeinanderfolgenden Weltmeisterschaften. Auch Eddie Lawson holte unter dem Management von Carruthers einen Titel. Bis 1995 war Carruthers für diverse Grand-Prix-Teams tätig, wechselte dann zu Jetski-Rennen und leitete ab 1998 ein Yamaha-Motocross-Team.
Carruthers wurde 1985 in die Sport Australia Hall of Fame und 1999 in die AMA Motorcycle Hall of Fame aufgenommen.

## Statistik

### Erfolge
- 1968 – WM-Dritter 350 cm³ auf Aermacchi
- 1969 – 250-cm³-Weltmeister auf Benelli
- 1970 – Vizeweltmeister 250 cm³ und 350 cm³ auf Benelli bzw. Yamaha
- 7 Grand-Prix-Siege
- 2 Ulster-Grand-Prix-Siege

### Ehrungen
- Aufnahme in die Australian Motorsport Hall of Fame[1]
- Aufnahme in die Motorcycle Hall of Fame[2]

### Isle-of-Man-TT-Siege
| Jahr | Klasse                    | Maschine | Durchschnittsgeschwindigkeit |
| ---- | ------------------------- | -------- | ---------------------------- |
| 1969 | Lightweight 250 (250 cm³) | Benelli  | 95,95 mph (154,42 km/h)      |
| 1970 | Lightweight 250 (250 cm³) | Yamaha   | 96,13 mph (154,71 km/h)      |

### In der Motorrad-WM
| Podiumsplätze | Podiumsplätze | 22 |
| GP-Starts     | 125 cm³       | 12 |
| GP-Starts     | 250 cm³       | 15 |
| GP-Starts     | 350 cm³       | 21 |
| GP-Starts     | 500 cm³       | 6  |

## Verweise